# シブカル祭。
シブカル祭。（シブカルまつり）は、2011年より、東京都渋谷区にあるファッションビル渋谷パルコで始まった若い女性クリエーターに活躍の場を提供することを目的とした「女子文化祭」と称したイベント。アーティストのChim↑Pom、毛利悠子、愛☆まどんなやミュージシャンの水曜日のカンパネラ、でんぱ組.inc、ゲスの極み乙女。、ファッションモデルやアイドルの木村カエラ、中川翔子などが参加。

## 概要
女性クリエーターのみが参加する大規模な継続イベントとしては国内唯一のものであるが、2011年のウェブサイトに名を連ねる運営委員名は9人中女性は2人しかおらず、男性が運営の中心を担っている。2012年以降は、実行委員名は公表していない。参加クリエーターは大学生もいるが多くは社会人である。「学園祭」を模しているため、コンテンツは「美術部」「写真部」「デザイン部」「音楽部」「パフォーマンス部」など“部活動”を連想される構成になっていたが、2012年よりは、「アート」、「ミュージック」、「パフォーマンス」、「ファッション」、「フード」、「その他」のコンテンツ名で統一しており、2013年から2017年はウェブサイトも同じデザインを使っており、毎年学生たちで作り上げるような学園祭のコンセプトは薄くなっている。
参加している「クリエーター」は、いわゆる一般的な意味での制作者にとどまらず、制作側のクリエーターと制作物を表現するモデルやアイドルが同じコンテンツで紹介されるなど、他のクリエーター系のイベントとは違った様相を呈している。その背景には、初期から参加している元でんぱ組.incの夢眠ねむに代表されるようにアイドルでありながらもクリエーターも兼ねる女性や、アーティストでありながら芸能活動もしているChim↑Pomのエリイ、モデルのColliu、アーティスト花代の娘として幼少から自身の身体が表現媒体になっている点子等の出現により、制作者とその表現の媒体としてあった女性の身体を女性自身が使用することにより、領域が曖昧になっていることがあげられる。
日本に限らず世界を見渡しても、女性が制作者として参加する単独イベントや個展は少なく、男性のグループ展の中に少数として参加することが多い。このような状況の中、女性たちの中ではすでに注目された表現をしているが、発表の少ないクリエーターの表現がみられる場としても注目されている。ウェブサイトで紹介されるプロフィールは、代表作よりもセルフポートレートを使用している割合が多く、その中でも幼さを強調したもの、ファッションモデルのようなスタイリッシュさを打ち出しているものが大半である。しかしながら渋谷系やガーリーと表現されるような、「時代性」や「若い女性らしさ」を目指している表現者だけではない。また「女子文化祭」というテーマではあるが、男性グループの一員として活躍しているオル太のメグ忍者や、男性とユニットを組むキュンチョメなども参加している。
会場は基本的に渋谷パルコがメインとなっているが、2019年再開に向けた渋谷パルコのリニューアル休業に伴い、2016年から渋谷パルコ以外で開催もみられ、会期も秋に加え夏にも開催している。海外では、2013年はシンガポールにて、「HELLO, SHIBUYA TOKYO」、2015年はバンコクで「シブカル祭。」を実施しており、2018年は香港PMQにて開催している。
その背景には、海外進出を狙う「シブカル祭。」の母体の株式会社パルコの海外売上が、香港が上位であることが考えられている。

## 歴史

### 2011年

#### 概要
| 会期           | 2011年10月28日から11月7日 |
| キャッチコピー | パルコの女子文化祭 |
| 実行委員会     | 青野賢一（ビームス 創造研究所）、伊藤ガビン（ボストーク株式会社）、江口宏志（UTRECHT/NOW IDeA）、田口まき（MIG代表）、中村俵太（ROCKET）、永井祐介（VACANT/NO IDEA）、南馬越一義（ビームス 創造研究所）、山田遊（method Inc.）、米山えつ子（H.P.FRANCE） |

#### 参加クリエーター
| 映像部           | 河野未彩、永瀬沙世、水尻自子、kisimari、onnacodomo |
| 音楽部           | 杏窪彌、女王蜂、でんぱ組.inc、南波志帆、バニラビーンズ、宮本りえ、bómi、Mayu、PoPoyans、Predawn、SHE TALKS SILENCE、tengal6、TWEE GRRRLS CLUB、写真部、アシザワシュウ、磯部昭子、市橋織江、植本一子、うつゆみこ、香椎由宇、川瀬一絵、佐野方美、須藤絢乃、関根綾、高木こずえ、田口まき、チェルシー舞花、永瀬沙世、藤原江理奈、村上友重、ikumi、Julie Watai、kisimari、MARCO、MARIKO                   |
| デザイン部       | いすたえこ(NNNNY)、えぐちりか、大谷有紀、夢眠ねむ、Chim↑Pom |
| デジタル部       | まつゆう* |
| パフォーマンス部 | うさぎのなみ平、篠崎芽美(珍しいキノコ舞踊団)、Chim↑Pom 中林 舞+野上絹代(快快-fai fai-)、ほうほう堂、ホナガヨウコ、KATHY、tokyo DOLORES |
| 美術部           | 愛☆まどんな、秋赤音、有本ゆみこ、小野志乃芙(Her Ghost Friend)、葛西絵里香、小林エリカ、さとうかよ、篠原奈美子、ステレオテニス、菱沼彩子、ホナガヨウコ、本田アヤノ、松井えり菜、松元久子、美波、毛利悠子、渡辺真子♡まこぷり、Chim↑Pom、EKKO、KATHY、KYOTARO、Ly、RE:RE:RE:mojojo ... |
| モード部         | Shueh Jen-Fang(Jenny Fax) |
| もの作り部       | 絵子・高橋綾（NEON OPERA TOKYO）、大石さちよ(cikolata)、大川恵(KAM.)、大谷有紀(2e)、岡野ハルコ(HARCOZA)、岡野リエ(bohem)、木原佐知子(sunshine to you!)、小林七生(WRONG MY JESUS)、高橋ひろみ(Hi-CORAZON)、林宏美(Romei)、楓美、真崎桃子・戸倉里奈(CHEESY'S)、マロッタ忍(talkative by igo)、宮城春菜(Where is Alice?)、aica(SOWA)、Chihiro Baba、JUCO.、mafuyu、moe(Joy!-tiny twee accessory-)、nuico |
| 料理部           | 安全ちゃん、中山晴奈(フードデザイナーズネットワーク)、モコメシ(小沢朋子)、山フーズ(小桧山聡子)、MOTENA-table journey-、O-kitchen、Sunday Bake Shop(嶋崎かづこ) |

### 2012年

#### 概要
| 会期           | 2012年10月19日から29日                     |
| キャッチコピー | 女子のミックスカルチャー祭                 |
| 実行委員会     | 実行委員会：「シブカル祭。2012」実行委員会 |

#### 参加クリエーター
| アート         | kloka(矢島沙夜子)、Ly、tenko、フレネシ、宮下絵美、黒河内デザイン事務所、酒井景都、庄子佳那、水島浩美、辰巳ちえ、中村裕子、南風食堂、菱沼彩子、本田アヤノ、弥香、力石咲、CHEESY&、Chim↑Pom、Colliu、Cui Cui、DEAD KEBAB、mel、meme（ミーム）、onnacodomo、si oux、taki*corporation、www.mohrizm.net、いすたえこ（NNNNY）、うつゆみこ、えぐちりか、ししやまざき、しまおまほ、ステレオテニス、そら、だつお、めーちゃん、メグ忍者（オル太）、河野未彩、山瀬まゆ、篠原奈美子、若木くるみ、松井えり菜、森川雅代、針ちゃん、川瀬一絵 、草野絵美 、大原舞、田口まき、二階堂ふみ、片山真理、毛利悠子、木原佐知子（sunshine to you!）、有本ゆみこ |
| ミュージック   | 杏窪彌、石橋英子、ウェザーガールズ、うつくしきひかり、木下美紗都、タルトタタン、たんきゅん、でんぱ組.inc、南波志帆、バンドじゃないもん!、平賀さち枝、フレネシ、ベイビーレイズ、メロディーリアン、吉木りさ、ライムベリー、バニラビーンズ、sumire （Twee Grrrls Club / Violet And Claire)、bómi、DJねむきゅん、DJみそしるとMCごはん、Her Ghost Friend、MAHOΩ、mmm、muupeas、N’夙川BOYS、Newwy、Sapphire Slows、TADZIO、TAMURAPAN |
| パフォーマンス | 愛☆まどんな、あり、最後の手段、プリマベーラ、ほうほう堂、ホナガヨウコ、TRIPPLE NIPPLES |
| ファッション   | 大石さちよ／cikolata、岡野ハルコ／HARCOZA、高山エリ、谷川夢佳、本山順子、ヤマモトヒロコ、JUCO.、Misha Janette、moe（Joy! tiny twee accessory）、moko.、Shueh Jen-Fang |
| フード         | おかしい屋、小桧山聡子(山フーズ)、たかはしよしこ、粒粒、平野紗季子、MOMOE、Sunday Bake Shop、HORO KITCHEN |
| 他             | 安全ちゃん、犬山紙子、佐々木文美（快快-FAIFAI-）、佐津川愛美、高山都、峰なゆか、SUGAR BOY |

### 2013年

#### 概要
| 会期           | 2013年10月18日（金）〜10月28日（月）       |
| キャッチコピー | フレフレ！全力女子！                       |
| 実行委員会     | 実行委員会：「シブカル祭。2013」実行委員会 |

#### 参加クリエーター
| アート         | 相磯桃花、愛☆まどんな、安土早紀子、岩本彩、岩本彩、池野詩織、いすたえこ、インベカヲリ★、江崎愛、遠藤歩、大島智子、大山美鈴、おのしのぶ、郭一恵、隠崎麗奈、クロダミサト、ケムシのごとし、小嶋真理、小菅くみ、小林エリカ、さかもとちあき、宍戸未林、ししやまざき、篠崎恵美、篠原奈美子、柴田英里、新藤洋子、鈴木彩花、田口まき、大道寺梨乃、高橋美智子（honey candle）、多田玲子、タナカマコト、谷口菜津子、ちゃもーい（みみめめMIMI）、点子、冨安由真、ナマコラブ、ぬQ、抜水摩耶、野本千洋、蓮沼千紘（an/eddy）、秦俊子、はまぐちさくらこ、林香苗武、林千歩、ひさつねあゆみ、藤原純、ふりかけ、前田エマ、前田ひさえ、マコ・プリンシパル、増田ぴろよ、まつだえり、松藤美里、マドモアゼルあんな、水野しず、ミヤタチカ、むくり、めーちゃんといっしょ、矢島沙夜子（kloka）、山田はるか、山戸結希、愉嗚呼社、吉永有里、若井麻奈美、惑星ハルボリズム、6.2m、BYT、Chim↑Pom、Chihiro Baba、CHIHIRO URABE、Ciita、CUCU、CuiCui、EVLiN、FUJIKAYO、HELLO AYACHAN、hoshi mitsuki、ICHASU、itomono、Julie Watai、Ly (画家)\|Ly、M5YKB、MARCO、MAYUMI YAMASE、minicoizoumi、moko.、Mövius、Nao (映像作家)\|Nao、ni_ka、non、obetomo、onnacodomo、PERO、RIE HIROTA、SATO、sous le nez、STOMACHACHE.、TEPPEN、udu、YORTZ 中田チサ、Yumi Yamada |
| ミュージック   | いずこねこ、おおたえみり、大森靖子、乙女新党、カラトユカリ、木下美紗都、ゲスの極み乙女。、最後の手段、じゅんじゅん、水曜日のカンパネラ、高山都、南波志帆、ハナエ、バニラビーンズ、ハリネコ、ハルカトミユキ、バンドじゃないもん!、平賀さち枝、むせいらん、妄想キャリブレーション、夢眠ねむ、吉澤嘉代子、リンダⅢ世、9nine、AMIAYA、bómi、Charisma.com、Cuushe、daoko、DJみそしるとMCごはん、Her Ghost Friend、hy4_4yh、Jo Mango、köttur、LinQ、lyrical school、Magdala、mimmam、Negicco、N’夙川BOYS、PoPoyans、Salley、sugar me、TAKENOKO▲、Una、YOK. |
| パフォーマンス | 市原えつこ、最後の手段、文月悠光、ホナガヨウコ |
| ファッション   | アクセサリーストアCrepe.吉丸睦、池田ひらり( from POP ICON PROJECT TOKYO by Nicola Formichetti)、大石さちよ、岡野ハルコ、岡野リエ、小高真理、ぐ、斉藤夏海 ( from POP ICON PROJECT TOKYO by Nicola Formichetti)、せきやゆりえ、高橋ひろみ、髙山エリ、中川翔子、東佳苗、ひがしちか、ひのあゆみ、藤澤ゆき、由里葉、217 ( from POP ICON PROJECT TOKYO by Nicola Formichetti)、Anonym、aoi、ETCHIRA OTCHIRA、HE?XION!、JUMON、MATKA、minicoizoumi、Misu Kim、‘Neb aaran do’by ネバアランド、NEOTAO、RED Profile |
| フード         | おかしい屋、金箔寺、シンボユカ、平野紗季子、cineca、heso、kinaco |
| 他             | 上坂すみれ、宇宙戦士ちゃん、河野未彩、冠木佐和子、きゅんくん、楠世蓮、ぞんび商店、竹中夏海、多屋澄礼、ちゃんもも◎、中村奈央、日本ツインテール協会、浜崎美保、茂木雅世、borutanext5、Colliu、DELICIOUS KNOT!、moe、ZATTA NAKAGAWA RIEKO |

### 2014年

#### 概要
| 会期           | 2014年10月17日(金)～10月26日(日)           |
| キャッチコピー | トゥギャザーしようぜ!                      |
| 実行委員会     | 実行委員会：「シブカル祭。2014」実行委員会 |

#### 参加クリエーター
| アート       | kick FLAG、まつだえり、北川陽子（よんちゃん）、ひさつねあゆみ、Julie Watai、せきやゆりえ、片岡メリヤス、はのはなよ、小鳥遊しほ、大山美鈴、ハヤカワ五味、思春期マーブル、近衛りこ、ネ申/NESIN ちいぺこ、原田ちあき、まきろん。、ハヅキ、明晰夢、Kanae Entani、こようちひろ、点子、Subikiawa 食器店、emiumigumi（えみうみぐみ）、エチラオチラ、MAYUMI YAMASE、Eine Lilie、ステレオテニス、秋山花、安原杏子a.k.a青椒肉絲、ALI YANAGI、KUNIKA、edenworks 篠崎 恵美、史群アル仙、HELMETUNDERGROUND & RIKO、moko.、おのしのぶ、Cui Cui、水野しず、岡藤真依、ぬQ、いけざわあやかとやじまかすみのポケットがなくっちゃはじまらないっ!、瀧弘子、だつお、庄子佳那、小嶋 真理、fumiko imano、黒坂麻衣、市原えつこ、田部井美奈、愉嗚呼社、テンテンコ、Sakiko Osawa、川瀬知代、+STRIPES、[hima://KAWAGOE hima://KAWAGOE]、松藤美里、伊波 英里、川勝 小遥、CHiNPAN、ものづくり系女子 神田沙織、メグ忍者（オル太）、大島智子、水野咲、フクザワ、URBAN SAFARI、STOMACHACHE.、ひがしちか、クラーク志織、増田光、愛☆まどんな、大野彩芽、池野詩織、Ly (画家)\|Ly、マコ・プリンシパル、Colliu、あいそ桃か、飯沢未央、上村江里、池澤あやか、最果タヒ、TENUSIS™、やじまかすみ、小林あずさ、信岡麻美、臼田知菜美、深谷莉沙、六本木百合香、神尾茉利、ユイ・ステファニー、最後の手段、Mövius、惑星ハルボリズム、キュンチョメ、大小島真木、坂本のどか、サエボーグ |
| ミュージック | 深海誉、井上苑子、drop、アリスムカイデ、にかもきゅ、篠崎こころ（DJギズモ）、寺嶋由芙、みきちゅ、大原由衣子、吉澤嘉代子、IZUMI、小林うてな、DJみそしるとMCごはん、blue marble、Charisma.com、Babi、當山みれい、平賀さち枝、Homecomings、Cheeky Parade、むせいらん、ORESAMA、AZUMA HITOMI、うどん兄弟、Licaxxx、東京女子流、9nine(ナイン)、コッテル、Shiggy Jr.、南波志帆、ヴィーナス・カワムラユキ、ナマコプリ、柴田聡子、夢みるアドレセンス、ハナエ、バクバクドキン、端末シンガー Yeo Hee、大森靖子、カラスは真っ白、DJ HELLO KITTY、color-code、ベッド・イン、おかもとえみ、アサミサエ、その他の短編ズ、ラブリーサマーちゃん |
| ファッション | Kotoha Yokozawa、水島浩美、平松可奈子、POCHI、CUCU、TEPPEN、kanako_yazaki、蓮沼千紘（an/eddy)、Jackson Niche、m.m.m、寺田御子、木村仁美、ANNA、小松菜奈、matori、ボヘム／岡野リエ、あどともみ、ときめき☆のりまき☆てっかまき、長尾千（yuki nagao）、枝光理江（RERE）、otonatoy、MATKA、山本りさ子、東佳苗、小髙真理、亀甲有美、from fabricyarn、遠藤リカ、ぐ、立川愛子、EVLiN、jijimalge、tone Noriko Nakazato otonacium |
| フード       | YATSUYA SUN、たけもとあや、milky pop.、w.a.m apartment、femflikka、伊藤維（CATERING ROCKET）、茂木雅世 |
| 他           | 黒宮れい、金子理江、甘夏ゆず＆雛形羽衣、中嶋春陽、文月悠光、永野倫子、宗本花音里、レイチェル、中村インディア、竹中夏海 |

### 2015年

#### 概要
| 会期           | 2015年10月16日(金)～25日(日)               |
| キャッチコピー | 女子が集えば世界が変わる!?                 |
| 実行委員会     | 実行委員会：「シブカル祭。2015」実行委員会 |

#### 参加クリエーター
| アート         | モニ子、Only Yun Yun、Romantic Press、なぽみみ H.M.C、ほっと商店街、庄子佳那、おのしのぶ、夢乃、大野彩芽、MIKA（midori-gumi）、ようなぴ、HELMETUNDERGROUND & RIKO、≒にありーいこーる≒、SORA、松本花奈、酒井麻衣、松藤美里、MOTI、二宮佐和子、POEM & SOAP、根本宗子、ancco、池野詩織、吉開菜央、北田瑞絵、Colliu、安原杏子a.k.a青椒肉絲、ひがしちか、SHOPE-N、zzz group、飴ノ森ふみか、御伽ねこむ、Iyo Hasegawa、MA1LL、タタラ・タラ、松永つぐみ、moko.、おいたま、Azumi、M!DOR!、TORIENA、本山順子、熊倉涼子、川瀬知代、五島夕夏、榊原ミドリコ、小嶋真理、江崎愛、JUMON、チーム未完成、立川愛子、長谷川有里、水野咲、OLGA-goosecandle- RISA HIRATSUKA、ぐ、ずみかる、chiyo、夏芽みく、まきゅ、ロンドン、くりかのこ、黒田愛里、小林真梨子、asuazu、岩崎淳子、草野庸子、otome journal、wham、堀内結、田部井美奈、幸洋子、NORIKONAKAZATO、惑星ハルボリズム、加藤綾佳、水野しず、愛☆まどんな、飯田えりか、YUK（ゆっく）、畠田奏子、いすたえこ（NNNNY）、ボブa.k.aえんちゃん、クラーク志織、Ly (画家)\|Ly、最果タヒ、宍戸未林、惣田紗希、大島智子、ミヤタチカ、六本木百合香、伊波英里、齋藤はぢめ、最後の手段、ぬQ、とんだ林蘭、HAMADARAKA、南阿沙美、須藤絢乃、大門光 |
| ミュージック   | hy4_4yh、Maison book girl、プティパ-petit pas!-、フラップガールズスクール、BPM15Q、たんきゅんデモクラシー、平賀さち枝、柴田聡子、ぱいなっぷるくらぶ、永原真夏、杏窪彌、チャラン・ポ・ランタン、うどん兄弟、Seira Mirror、Annie the clumsy、森あかね、Babi、A.Y.A、YYoYY、伊澤恵美子、シバノソウ、マイカ・ルブテ、Humungas、Her Ghost Friend、Rayons、武井麻里子、南波志帆、Predawn、海藻姉妹、田島ハルコ、Noah、ようこす。、chelmico、ライムベリー、Faint★Star、木村ミサ、DJ RUBY / rubyin、むすびズム、lyrical school、印象派、清竜人25、ずんね from JC-WC、あヴぁんだんど、みきちゅ、SaToA、篠崎愛、町あかり、BŌMI、ORESAMA、さユり、DAOKO、TEMPURA KIDZ、ゆるめるモ!、仮谷せいら、惑星アブノーマル、Negicco、白波多カミン、Young Juvenile Youth、UCARY & THE VALENTINE、Yellow Fang、サ上と中江、水曜日のカンパネラ、木村カエラ |
| パフォーマンス | 竹中夏海、清竜人、9nine、TEMPURA KIDZ |
| ファッション   | BROKEN HEART CLUB、&WEDNESDAY、KILME、Sayuri Kurotsu、The Skips、ぽーとらら、Brose&Butter.、Chloe baby、fancy a la mode、Anita The Living Doll、ガイジン、sneeuw、POTTENBURN TOHKII、bedsidedrama、BANSAN、La La eden、tatoe、小高真里（malamute）、ひのあゆみ（ぺ～どろり～の）、DEVASTEE、大橋佳奈（PITECAN THROPUS）、東佳苗、苅田梨都子（梨凛花～rinrinka～） |
| フード         | シンボパン、“LOVE ME AND MISO SOUP.”、CATERING ROCKET / 伊藤維、YUM CUP CAKES、Rainbow Caravan、妄想都市食堂、bistro la bahha、カオスフーズ、アグネスパーラー、orquidea、chirimulo、可笑しなお菓子屋 kinaco、星パン屋、TETEPUT、くいしんぼうシスターズ |
| 他             | fragola、Sophie et Chocolat、Violet And Claire、YUITEEN |

### 2016年

#### 概要
| 会期           | ＜夏＞7月29日から8月7日、＜秋＞2016年10月21日（金）、場所：渋谷クラブクアトロ |
| キャッチコピー | やっぱり渋谷で会いましょう                                                    |
| 実行委員会     | 実行委員会：「シブカル祭。201６」実行委員会                                   |

#### 参加クリエーター
| アート       | 草野庸子、あいそ桃か、conix、まるやまるい、中村桃子、日向山葵、関根優子、ふせでぃ、マコ・プリンシパル、YUI HORIUCHI、UMMMI.、SS6ky、OTOME JOURNAL、Mayumi Yamase、Colliu、幸洋子、椋本真理子、三山ガリ、ミヤタチカ、水上愛美、ほりいさやか、はらだ有彩、野本千洋、抜水摩耶、ナマコプリ、ナガタニサキ、とんだ林蘭、寺本愛、高田ローズ、大門真優子、惣田紗希、ステレオテニス、最後の手段、キュンチョメ、鬼頭祈、川瀬知代、岡藤真依、オカダキサラ、大島智子、上村江里、伊波英里、いすたえこ |
| ミュージック | チーム未完成、Maika Loubté（マイカ・ルブテ）、多屋 澄礼、lovefilm、Homecomings、chelmico、NINJAS、ZOMBIE-CHANG、Luby Sparks |
| 他           | YUK、FOOD unit GOCHISO、マジョラム、シンボユカ、苅澤さりか（whitelilly）、根本宗子 |

### 2017年

#### 概要
| 会期、会期     | メイン会場：10月20日(金)-10月29日(日) ＠GALLERY X BY PARCO（渋谷区宇田川町13-17） オープニングイベント：10月20日(金) ＠渋谷クラブクアトロ（東京都渋谷区宇田川町32-13） ライブイベント：10月27日(金) ＠渋谷WWW（東京都渋谷区宇田川町13−17 ライズビル地下） |
| キャッチコピー | この胸騒ぎは渋谷のせいだ。 |
| 実行委員会     | 実行委員会：「シブカル祭。2017」実行委員会 |

#### 参加クリエーター
| アート       | harune.h、Lee Yuni、草野庸子、前田菜々美、金藤みなみ、大島智子、haru.、石原もも子、小宮麻吏奈、長田 雛子、田上碧、Akiko Nakayama、伊波英里                                                                            |
| ミュージック | つづみっこ、Mayu Kakihata、HNC、hibikinakamura、UCARY & THE VALENTINE、あっこゴリラ、Li Lou、羊文学、AAAMYYY、春ねむり、The Wisely Brothers、TAWINGS、PORIN(Awesome City Club)、MANON、CHAI、禁断の多数決、小林うてな |
| ファッション | 渡辺未来、津野青嵐 |
| 他           | maa |

### 2018年

#### 概要
| 会期、会期     | 2018年5月18日から5月29日                   |
| キャッチコピー |                                            |
| 実行委員会     | 実行委員会：「シブカル祭。2018」実行委員会 |

#### 参加クリエーター
| アート | 日本 | 愛☆まどんな、伊藤万理華、UMMMI.、キュンチョメ、塩見友梨奈、Takako Noel、チョーヒカル／趙 燁、時吉あきな、とんだ林 蘭 | 香港 | Aries Sin、Quist Tsang、Don’t Cry in The Morning |